# ヴィレム・ファン・ハーヒト
ヴィレム・ファン・ハーヒト（Willem van Haecht, 1593年11月7日 - 1637年7月12日）は、バロック期のフランドルの画家、エングレービング作家である。 芸術作品の収集室やコレクションの風景を描いた絵画で最もよく知られている。

## 生涯
ヴィレム・ファン・ハーヒトは風景画家トビアス・フェルハーフの息子としてアントウェルペンで生まれた。トビアス・フェルハーフはピーテル・パウル・ルーベンスの最初の師であった著名な画家である。ファン・ハーヒトは父から画家としての最初の手ほどきを受け、ルーベンスのもとで指導を受け、1615年から1619年までパリで働いたのち、約7年間イタリアに旅行した。1626年にはアントウェルペンの聖ルカ組合のマイスターとなり、1628年以降はコルネリス・ファン・デル・ヘーストが所有する美術コレクションのキュレーターを務めた。
ファン・デル・ヘーストのコレクションは1628年の絵画『コルネリス・ファン・デル・ヘーストの収集室』（Gallery of Cornelis van der Geest）に寓意的に表現されている。絵画の左側にはスペイン王女イサベル、オーストリアの大公アルブレヒト、ルーベンス、ポーランドのヴワディスワフ王子（絵画の背後に立っている黒い帽子を被った男性。1624年にファン・デル・ヘーストの収集室を訪れた）など、同時代の様々な著名人の肖像画や、クエンティン・マサイスの『パラケルスス』など多くの有名な絵画が含まれている。1630年頃の別の絵画『アペレスの工房を訪れるアレクサンドロス大王』（Alexander the Great Visiting the Studio of Apelles）は、ルーベンスのコレクションから引き出された要素の理想的なイメージであると信じられている。

## ギャラリー

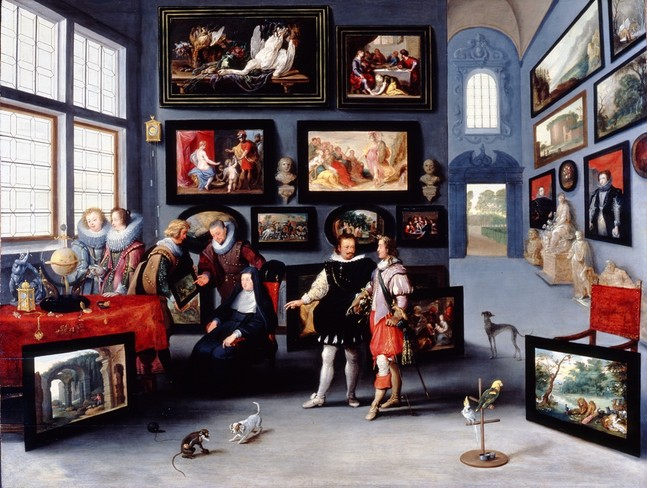
『オーストリアのイザベラ大公爵夫人のサロンの内部』1621年 ノートン美術館（英語版）所蔵
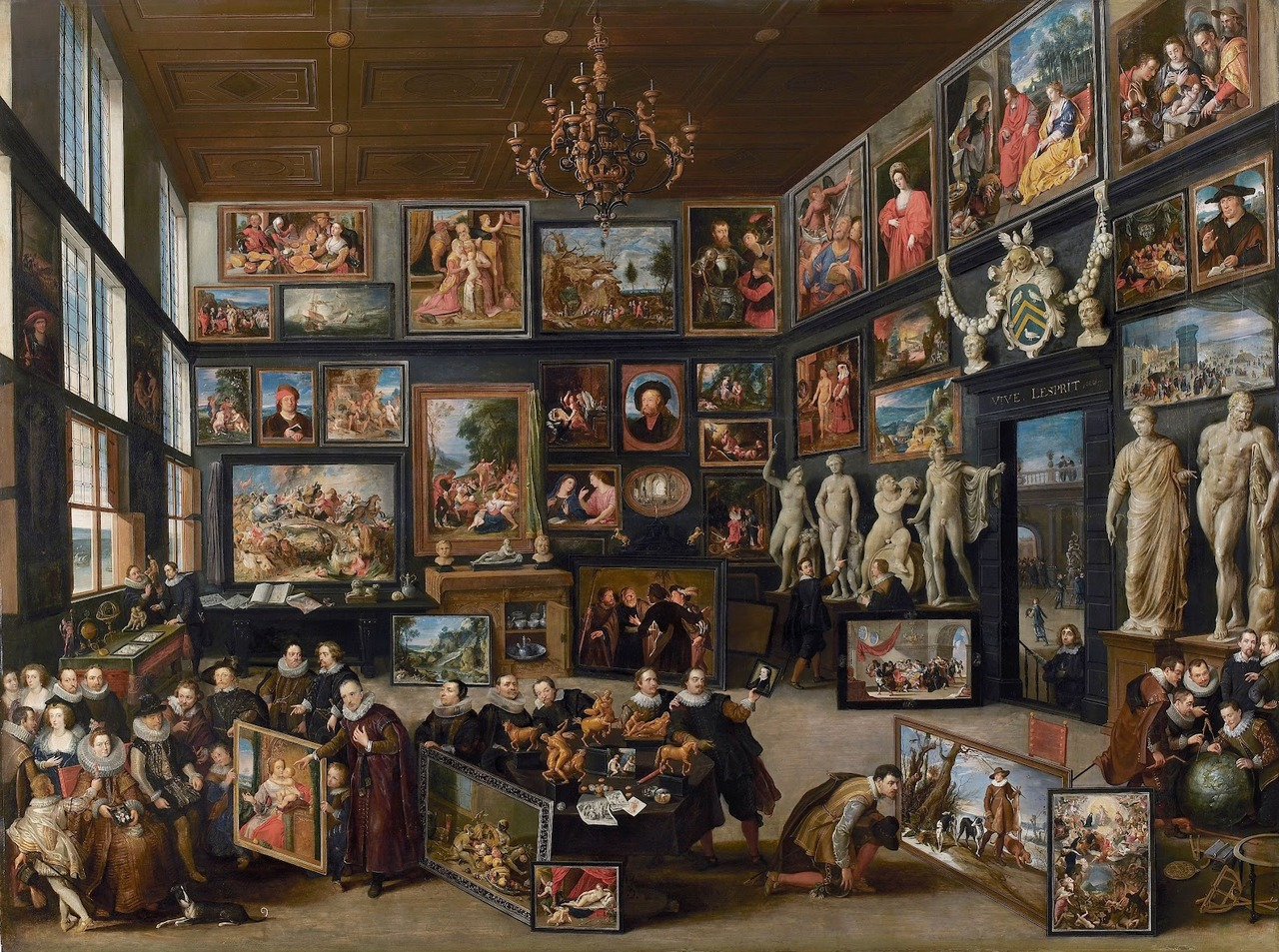
『コルネリス・ファン・デル・ヘーストの収集室』1628年 ルーベンスハウス所蔵
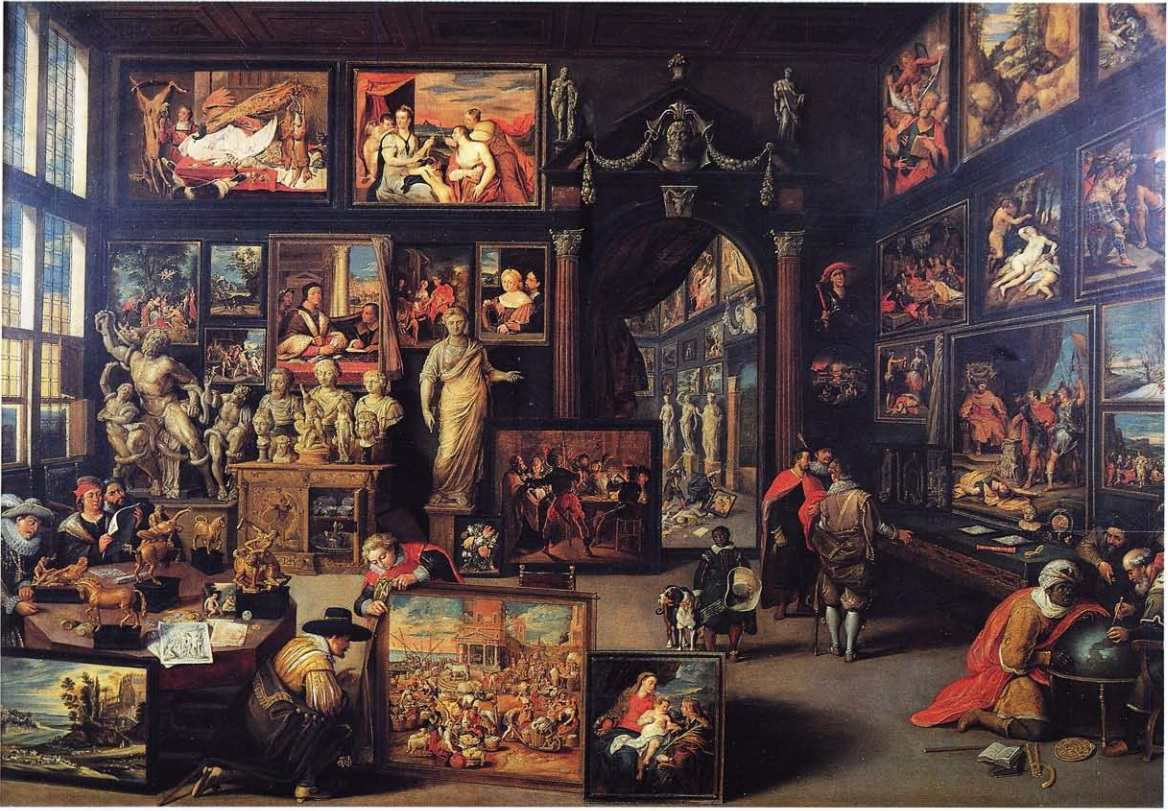
『パラケルススのいるコルネリス・ファン・デル・ヘーストの収集室』1630年頃 ビュート・コレクション（Bute collection）所蔵
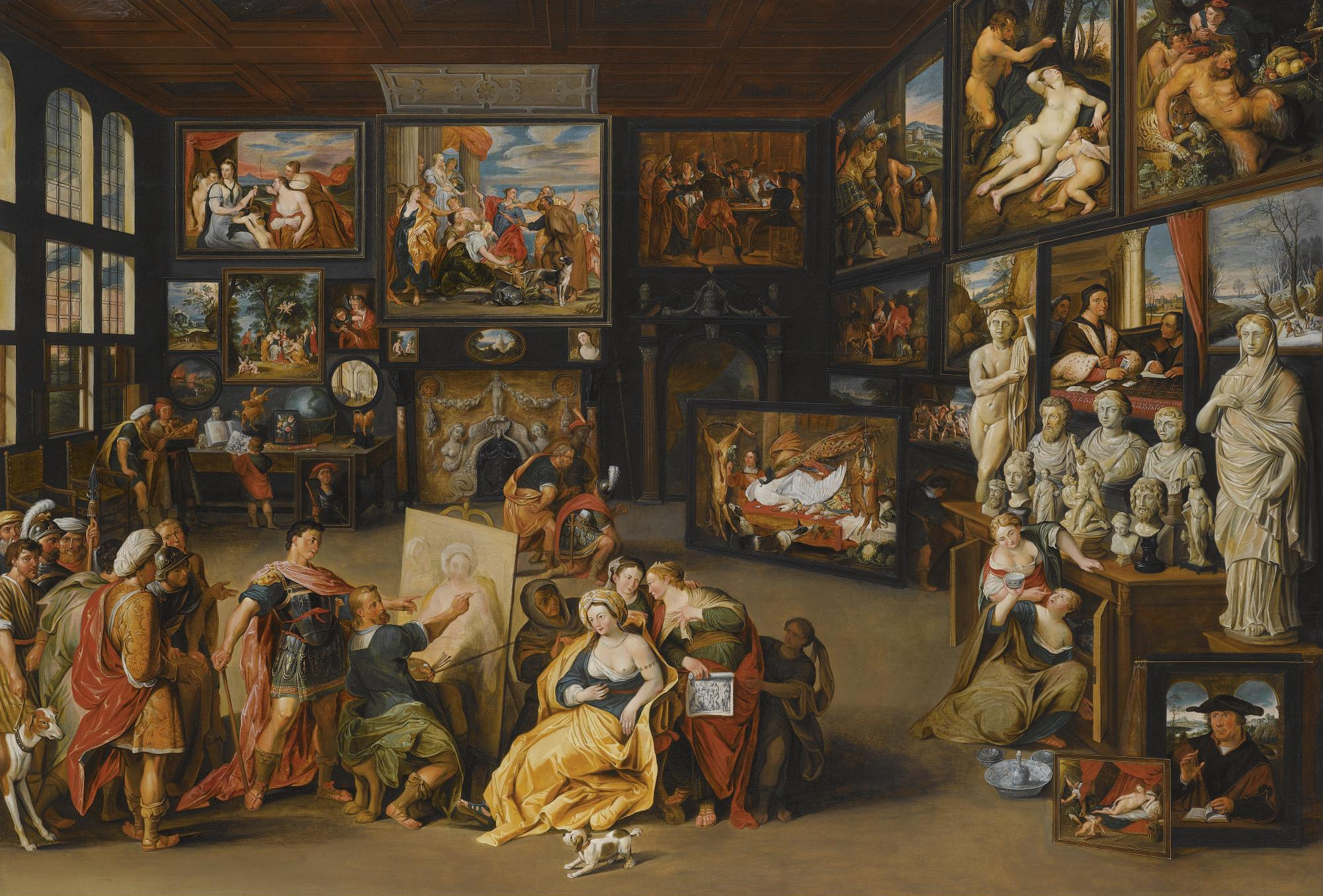
『カンパスペを描くアペレス』1630年頃 個人蔵
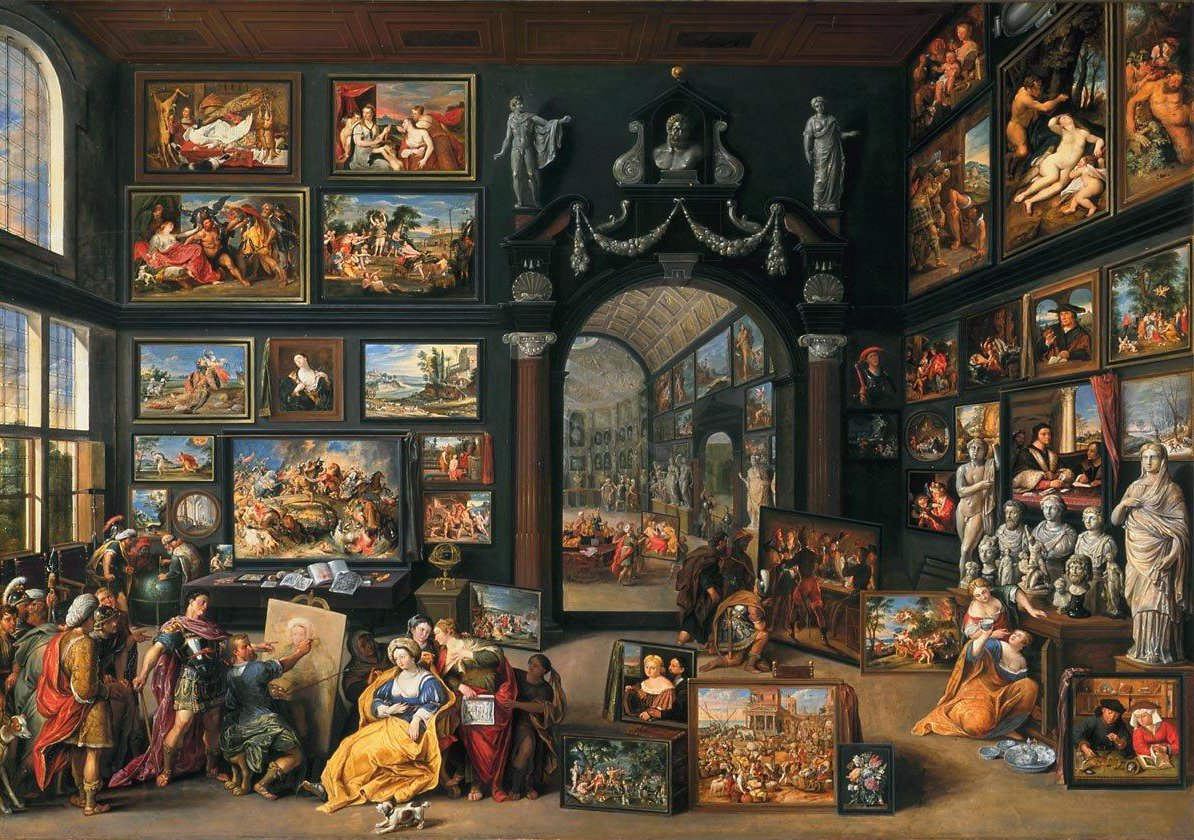
『アペレスの工房を訪れるアレクサンドロス大王』1630年頃 マウリッツハイス美術館所蔵